# ژیلا قمشی
ژیلا قمشی زبان‌شناس ایرانی تبار کانادایی است.
ژیلا قمیشی در سال ۱۹۹۶ با نگارش رساله‌ای تحت عنوان «فرافکنی و تصریف: بررسی ساختار عبارت فارسی» از دانشگاه تورنتو دکترا گرفت. او استاد گروه زبان‌شناسی دانشگاه مانیتوبا است. جایزه دستاورد ملی به پاس قدردانی از سهم وی در آموزش بیشتر مردم درمورد مسائل زبانی، مانند تبعیض زبان و تمایز میان دستور زبان تجویزی و توصیفی در سال ۲۰۱۴ توسط انجمن زبانشناسی کانادا به ژیلا قمشی اعطا شد. به این موضوع در کتاب او «گرامر مهم است: اهمیت اجتماعی نحوه استفاده از زبان» پرداخته شده است. 
ژیلا قمشی خواهر ژیان قمشی است.